# Ленково
Ленково (болг. Ленково) — село в Болгарии. Находится в Плевенской области, входит в общину Гулянци. Население составляет 432 человека.

## Политическая ситуация
В местном кметстве Ленково, в состав которого входит Ленково, должность кмета (старосты) исполняет Пенко Крумов Фичев (коалиция партий: Демократы за сильную Болгарию (ДСБ), Земледельческий народный союз (ЗНС) и Союз демократических сил (СДС)) по результатам выборов правления кметства.
Кмет (мэр) общины Гулянци — Лучезар Петков Яков (Болгарская социалистическая партия (БСП)) по результатам выборов в правление общины.